# Brandin Podziemski
Brandin Podziemski, född 25 februari 2003 i Greenfield i Wisconsin, är en amerikansk professionell basketspelare (SG/PG) som spelar för Golden State Warriors i National Basketball Association (NBA).
Han draftades av Golden State Warriors i första rundan i 2023 års draft som 19:e spelare totalt.
Innan Podziemski blev proffs studerade han först på University of Illinois at Urbana-Champaign och spelade för deras idrottsförening Illinois Fighting Illini. Podziemski blev senare överförd till Santa Clara University för spel i Santa Clara Broncos.